# Bonner Philologenstreit

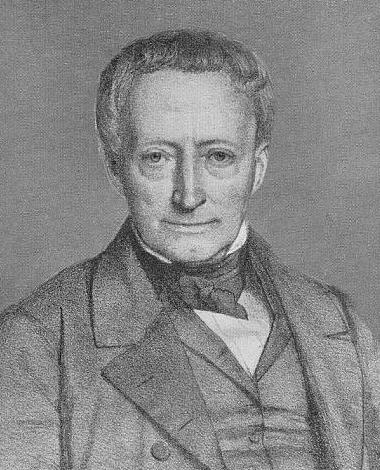
Friedrich Gottlieb Welcker

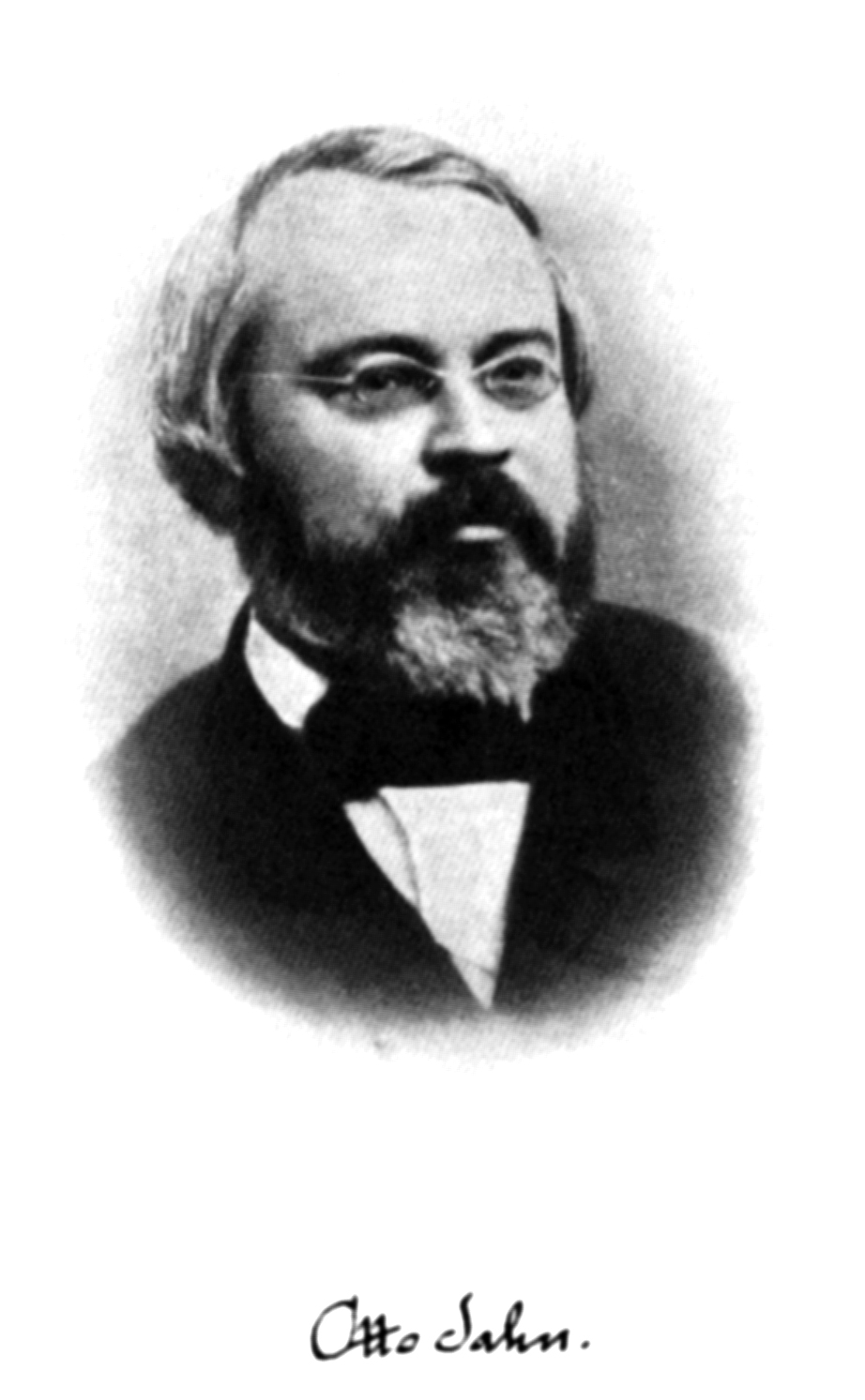
Otto Jahn

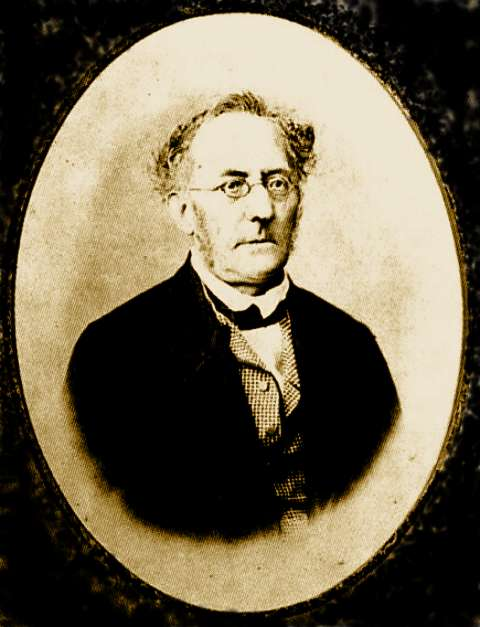
Friedrich Wilhelm Ritschl

Der Bonner Philologenstreit, auch Bonner Philologenkrieg genannt, war ein seit 1855 schwelender und 1865 öffentlich eskalierter Konflikt zwischen den beiden Bonner Philologieprofessoren Friedrich Ritschl und Otto Jahn. Der Konflikt bedeutete eine Zäsur in der Bonner Schule der Klassischen Philologie.

## Verlauf
Im Jahr 1854 bemühte sich Friedrich Wilhelm Ritschl, Philologieprofessor an der Bonner Universität, beim Preußischen Kultusministerium (damals unter Karl Otto von Raumer) um die Berufung eines weiteren Professors für Philologie und Archäologie, der die Arbeit des 70-jährigen Friedrich Gottlieb Welcker ergänzen sollte. Da sich Welcker zu dieser Zeit gerade im Ausland aufhielt, betrieb Ritschl die Berufung ohne dessen Wissen. Ritschls Wunschkandidat Otto Jahn folgte dem Ruf, ohne zu wissen, dass diese hinter dem Rücken Welckers erfolgt war.
Jahn nahm im Sommer 1855 seine Lehrtätigkeit an der Bonner Universität auf und geriet in ein gespanntes Verhältnis mit Welcker. Dieser betrachtete die neue Professur als Affront gegen seine Person und brach die Verbindung zum jüngeren Ritschl völlig ab. Jahn bemühte sich um ein Achtungsverhältnis zu Welcker, den er als Wissenschaftler sehr verehrte, doch blieb das Verhältnis der beiden gespannt, bis Welcker sich im Herbst 1862 aufgrund seiner einsetzenden Erblindung aus dem Lehrbetrieb zurückzog.
Um das Verhältnis zu Welcker zu verbessern, war Jahn seinerseits auf Abstand zu seinem Förderer Ritschl gegangen, wodurch sich dieser zurückgesetzt fühlte. Innerhalb weniger Monate nach Jahns Ankunft hatten sich die beiden entfremdet. Zum Konflikt kam es im Frühjahr 1865 aus folgendem Anlass: 
Otto Jahn trat ohne Ritschls Wissen an Hermann Sauppe, Professor in Göttingen, heran, um ihn zu einem Wechsel an die Universität Bonn zu bewegen. Jahn hoffte dadurch die griechische Philologie in Bonn zu stärken, da er selbst und Ritschl vorwiegend lateinische Autoren behandelten. Jahn verhandelte allerdings nicht nur mit Sauppe, sondern auch mit dem preußischen Kultusministerium, und erklärte diesem gegenüber, dass er selbst Bonn verlassen werde, sollte Sauppe nicht berufen werden.
Als Ritschl von dem Vorgang erfuhr, startete er eine Verleumdungskampagne gegen Jahn, die das Philologische Seminar in zwei Lager spaltete: Die Professorenschaft und ein Teil der Studenten standen auf der Seite des damaligen Dekans Ritschl, während ein anderer Teil der Studentenschaft für Jahn Partei ergriff. Das Ministerium erteilte Ritschl einen scharfen Verweis für seine Verleumdungen.
Die Veröffentlichung des Verweises in der Presse spitzte die Affäre weiter zu und führte zu ihrer Politisierung: im Landtag attackierte die liberale Opposition die Regierung Bismarck wegen der taktlosen Veröffentlichung. Damit ergriff sie Partei für Ritschl und gegen den Liberalen Jahn, der wiederum von konservativer Seite Unterstützung erfuhr. Theodor Mommsen stand auf der Seite Jahns, mit dem er seit ihrer Leipziger Zeit 1847/48 eng befreundet war.
Im Mai 1865 bat Ritschl schließlich um seine Entlassung aus dem preußischen Staatsdienst und wechselte nach Sachsen an die Universität Leipzig. Ritschl stellte sich in der Öffentlichkeit als Opfer kollegialen und staatlichen Undanks dar und stellte seine moralische Überlegenheit zur Schau, während u. a. sein Schüler Wilhelm Brambach das „Ende der Bonner Philologenschule“ proklamierte. Gegen diese Invektive bezog der ehemalige Bonner Student Hermann Deiters in seiner Schrift „Das philologische Studium in Bonn“ Stellung. Brambach reagierte mit der Schrift „Friedrich Ritschl und die Philologie in Bonn“.

## Nachwirkung
Der Konflikt stellte zwar eine Zäsur in der Geschichte der Bonner Schule dar, nicht aber ihr Ende. Unter Ritschls und Jahns Nachfolgern Hermann Usener und Franz Bücheler gelangte die Philologie in Bonn zu neuen Höhen: beide ergänzten sich in Forschung und Lehre hervorragend und zogen eine starke Schülerschaft an sich. Während der Zeit ihrer Tätigkeit blieb Bonn in der Klassischen Philologie unter den führenden Universitäten. Erst nach ihrem Ausscheiden zu Beginn des 20. Jahrhunderts liefen ihr andere Universitäten den Rang ab, besonders die Friedrich-Wilhelms-Universität in Berlin.